# Вулиці Івано-Франківська
Вулиці Івано-Франківська — список вулиць міста Івано-Франківська. Наведено сучасні та історичні назви (за наявності).

## Список вулиць
Каталог містить шість хронологічних розділів. Це доба Незалежності, СРСР, німецька влада, польський міжвоєнний період, ЗУНР та Австро-Угорщина. Список подається без урахування вулиць сіл Микитинці, Крихівці, Вовчинець, Хриплин та Угорники. Вулиці села Опришівці (приєднано до Івано-Франківська в 1958 р.) позначені «Опр». У 1958 році до Станіслава також приєднали села Софіївку, Пасічну і Рінь (вулиці села Рінь позначено як «Мик-Рінь»).
Каталог вперше був опублікований у 2013 році на сторінках газети «Репортер» (Івано-Франківськ). Створили його місцеві краєзнавці — Іван Бондарев і Михайло Головатий.
| Сучасна назва                                                | Фото | СРСР                                                                       | Рейх                                | Польща                                                           | ЗУНР                                         | Австрія                                                                       |
| ------------------------------------------------------------ | ---- | -------------------------------------------------------------------------- | ----------------------------------- | ---------------------------------------------------------------- | -------------------------------------------- | ----------------------------------------------------------------------------- |
| 24 серпня                                                    |      | -                                                                          | -                                   | -                                                                | -                                            | -                                                                             |
| 100-річчя Червоного Хреста                                   |      | 100-річчя Червоного Хреста (1967) / Медична                                | Тобілевича                          | Мрочковського                                                    | Мрочковського                                | Мрочковського (1896)                                                          |
| 2000-річчя Різдва Христового (2000)                          |      | -                                                                          | Немає інформації                    | Підзамче                                                         | Підзамче                                     | Підзамче                                                                      |
| Автоливмашівська (Хр)                                        |      | Автоливмашівська                                                           | -                                   | -                                                                | -                                            | -                                                                             |
| Андрусяка Полковника (1995)                                  |      | Тимошенка (1970-ті)                                                        | -                                   | -                                                                | -                                            | -                                                                             |
| Базарна                                                      |      | Базарна                                                                    | Немає інформації                    | Масарська                                                        | Масарська                                    | Масарська                                                                     |
| Бандери Степана (1991)                                       |      | Куйбишева                                                                  | Тарнавського                        | Желіговського (1925)                                             | Немає інформації                             | Опришивецька дорога                                                           |
| Барвиста (1998)                                              |      | -                                                                          | -                                   | -                                                                | -                                            | -                                                                             |
| Барнича Ярослава (1995) (Опр)                                |      | Корнійчука (1972)                                                          | -                                   | -                                                                | -                                            | -                                                                             |
| Басараб Ольги (1995)                                         |      | Лізи Чайкіної (1963)                                                       | -                                   | -                                                                | -                                            | -                                                                             |
| Бачинського Левка (1991)                                     |      | Енгельса (1945)                                                            | Петлюри                             | Смольки                                                          | Драгоманова                                  | Смольки (1900) / част. Липової                                                |
| Бельведерська (1990)                                         |      | Московська (1961) /Сталінградська (1953)                                   | Немає інформації                    | Бельведерська                                                    | Бельведерська                                | Бельведерська / Бельведерська вища                                            |
| Берегова (1991)                                              |      | Конєва (1975)                                                              | Немає інформації                    | Берегова                                                         | -                                            | -                                                                             |
| Биха (1995)                                                  |      | Верещагіна (1945)                                                          | Кредитова                           | Вільсона президента (1937) / Бічна Баторія                       | -                                            | -                                                                             |
| Біла                                                         |      | Біла                                                                       | -                                   | -                                                                | -                                            | -                                                                             |
| Білозіра (2000)                                              |      | Зорге (1960-ті)                                                            | -                                   | -                                                                | -                                            | -                                                                             |
| Блавацького Отця (1995) (Опр)                                |      | Косіора (1965)                                                             | -                                   | -                                                                | -                                            | -                                                                             |
| Бобикевича (1995)                                            |      | Довженка                                                                   | -                                   | -                                                                | -                                            | -                                                                             |
| Боєслава (1995)                                              |      | Марковцева (1945)                                                          | Немає інформації                    | Зельна                                                           | -                                            | -                                                                             |
| Бориславська                                                 |      | Бориславська                                                               | Ясінського                          | -                                                                | -                                            | -                                                                             |
| Борковського Івана пров. (2008)                              |      | -                                                                          | -                                   | -                                                                | -                                            | -                                                                             |
| Ботанічна (Опр)                                              |      | Ботанічна (1970-ті)                                                        | -                                   | -                                                                | -                                            | -                                                                             |
| Будівельний пров.                                            |      | Будівельний (1958)                                                         | -                                   | -                                                                | -                                            | -                                                                             |
| Буковинська                                                  |      | Буковинська                                                                | -                                   | -                                                                | -                                            | -                                                                             |
| Вагилевича (1995)                                            |      | Фурманова (1945)                                                           | Немає інформації                    | Крашевського                                                     | Крашевського                                 | Крашевського (1899) / Звивиста                                                |
| Валова                                                       |      | Валова                                                                     | Немає інформації                    | Конарського                                                      | Козацька                                     | Гетьманські Вали (1876) / Валова                                              |
| Василишина (1995) (Опр)                                      |      | Паризької комуни (1965)                                                    | -                                   | -                                                                | -                                            | -                                                                             |
| Василіянок (1993)                                            |      | Панфіловців (1946)                                                         | Егерлендера                         | Петра Скарги                                                     | Петра Могили                                 | Петра Скарги (1912) / Заболотівська                                           |
| Вербицького (1993)                                           |      | Кірова (1957)                                                              | -                                   | -                                                                | -                                            | -                                                                             |
| Вербова                                                      |      | Вербова                                                                    | Немає інформації                    | Вербова                                                          | -                                            | -                                                                             |
| Верховинська                                                 |      | Верховинська                                                               | Немає інформації                    | Шашкевича                                                        | -                                            | -                                                                             |
| Весела                                                       |      | Весела                                                                     | Немає інформації                    | Сілезька (1937) / Весела                                         | -                                            | -                                                                             |
| Весняна (Опр)                                                |      | Весняна                                                                    | -                                   | -                                                                | -                                            | -                                                                             |
| Виговського (1993)                                           |      | Лібкнехта                                                                  | Запорізька                          | Рауха Едмунда                                                    | -                                            | Рауха Едмунда                                                                 |
| Височана                                                     |      | Височана (1989)/ Ворошилова (1960-ті) / Механічна (1945)                   | Добра                               | Королеви Ядвіги (1925)                                           | -                                            | -                                                                             |
| Витвицького (2002)                                           |      | Луначарського (1958)                                                       | -                                   | -                                                                | -                                            | -                                                                             |
| Вишиваного Василя (2005)                                     |      | Театральна (1960-ті)                                                       | Немає інформації                    | Яховича                                                          | Устияновича                                  | Яховича (1900)                                                                |
| Вишнева                                                      |      | Вишнева                                                                    | Немає інформації                    | Згода                                                            | -                                            | -                                                                             |
| Вишневського (1995)                                          |      | Сєрікова (1950-ті)                                                         | -                                   | Гранична (1920-ті)                                               | -                                            | -                                                                             |
| Військова (1995)                                             |      | Верьовкіна                                                                 | Немає інформації                    | Військова                                                        | -                                            | -                                                                             |
| Військових ветеранів (2005)                                  |      | Воїнів–інтернаціоналістів (1988) / Піонерська (1964)                       | Паркова                             | Німгіна (1937) / Бічна Скарги                                    | Торговиця                                    | Торговиця                                                                     |
| Вільна                                                       |      | Вільна                                                                     | Немає інформації                    | Вільна                                                           | -                                            | -                                                                             |
| Вінницька                                                    |      | Вінницька                                                                  | Немає інформації                    | Св. Володимира Великого (1937) / Піскозуба                       | -                                            | -                                                                             |
| Вінницький пров.                                             |      | Вінницький пров.                                                           | -                                   | -                                                                | -                                            | -                                                                             |
| Вірменська (1991)                                            |      | Єреванська (1945)                                                          | Немає інформації                    | Антонєвича                                                       | Січинського                                  | Антонєвича                                                                    |
| Вітовського Дмитра (1991)                                    |      | Щорса (1958)                                                               | Немає інформації                    | Гославського                                                     | Богуна                                       | Гославського (1875)                                                           |
| Вічевий мдн. (1993)                                          |      | Перемоги (1975)/ Фестивальна / Радянська / Жукова                          | Адольфа Гітлера пл.                 | Пілсудського пл. + Галлера пл.                                   | Грінченка пл. + Княгині Ольги пл.            | Франца-Йосифа пл. (1875) + Гізели пл. / Краттерівка (1827)                    |
| Вовчинецька (1991)                                           |      | Гагаріна (1961)                                                            | Немає інформації                    | Вовчинецька + Начельна                                           | Вовчинецька + Начельна                       | Вовчинецька + Начельна                                                        |
| Войцюка Володимира (2010)                                    |      | Краснодонців                                                               | Немає інформації                    | Городня                                                          | -                                            | -                                                                             |
| Волинська                                                    |      | Волинська                                                                  | Алебастрова                         | Шептицького (1937)                                               | -                                            | -                                                                             |
| Володимирського Фотія (2018)                                 |      | Товарна                                                                    | Немає інформації                    | Ескарпова                                                        | -                                            | -                                                                             |
| Володимира Великого (2008)                                   |      | -                                                                          | -                                   | -                                                                | -                                            | -                                                                             |
| Волошина Августина (1995)                                    |      | Толбухіна (1960)                                                           | -                                   | -                                                                | -                                            | -                                                                             |
| Вороного Миколи (1992)                                       |      | Комсомольська (1953) / Зв’язна (1945)                                      | Деревляна                           | Гувера (1920-ті)                                                 | -                                            | -                                                                             |
| Гаврилова                                                    |      | Гаврилова (1958)                                                           | -                                   | -                                                                | -                                            | -                                                                             |
| Газова                                                       |      | Газова                                                                     | Немає інформації                    | Застінок                                                         | -                                            | -                                                                             |
| Галечко Софії (1993)                                         |      | Зої Космодем'янської                                                       | -                                   | -                                                                | -                                            | -                                                                             |
| Галицька                                                     |      | Галицька                                                                   | Галицька + Гете                     | Карпінського + Ринок + Галицька                                  | Шептицького + пл. Ринок + Галицька + Мостова | Карпінського (1880-ті) / Лисецька + Ринок + Галицька                          |
| Гаморака (1995)                                              |      | Вільямса                                                                   | Гусяча                              | Рогальщизна (1937)                                               | -                                            | -                                                                             |
| Гарагашьяна А. (2001)                                        |      | -                                                                          | -                                   | -                                                                | -                                            | -                                                                             |
| Мулика Михайла (до 2022 - Гаркуші)                           |      | Гаркуші (1944)                                                             | Коновальця                          | Романовського                                                    | Лесі Українки                                | Романовського (1877)                                                          |
| Фаріон Ірини (до 2024 Гвардійська)                           |      | Гвардійська                                                                | Сагайдачного                        | Квітова (1920-ті)                                                | -                                            | -                                                                             |
| Героїв Крут (2008)                                           |      | Тургєнєва (1945)                                                           | Яновича                             | Шуйського                                                        | Немає інформації                             | Шуйського (1910-ті)                                                           |
| Героїв-пожежних (2003)                                       |      | Тімірязєва (1945)                                                          | Федьковича                          | Вісьновського                                                    | Немає інформації                             | Вісьновського                                                                 |
| Героїв УПА (1995)                                            |      | Молодогвардійська (1958)                                                   | -                                   | -                                                                | -                                            | -                                                                             |
| Володимира Малкоша (до 2022 - Герцена)                       |      | Герцена                                                                    | Монахів                             | Кордецького                                                      | -                                            | -                                                                             |
| Гімназійна (1998)                                            |      | -                                                                          | -                                   | -                                                                | -                                            | -                                                                             |
| Глібова                                                      |      | Глібова (1958)                                                             | -                                   | -                                                                | -                                            | -                                                                             |
| Тисовського Олександра (до 2022 - Глінки)                    |      | Глінки                                                                     | -                                   | -                                                                | -                                            | -                                                                             |
| Гнатюка академіка (1991)                                     |      | Крупської (1945)                                                           | Немає інформації                    | Пелеша                                                           | Пелеша                                       | Пелеша (1890)                                                                 |
| Гоголя                                                       |      | Гоголя (1958)                                                              | -                                   | -                                                                | -                                            | -                                                                             |
| Голинського сотника (1996) (Опр)                             |      | -                                                                          | -                                   | -                                                                | -                                            | -                                                                             |
| Головатого Антіна (1995)                                     |      | Ушакова                                                                    | -                                   | -                                                                | -                                            | -                                                                             |
| Гончара (2008)                                               |      | Козланюка (1966) / Піхотна                                                 | Немає інформації                    | Кошарова                                                         | Касарняна                                    | Кошарова (1889)                                                               |
| Горбачевського                                               |      | Димитрова (1958)                                                           | -                                   | -                                                                | -                                            | -                                                                             |
| Гординського (1995)                                          |      | Першотравнева (1961) / Шевченка                                            | Куліша                              | Ґіллера                                                          | Шашкевича                                    | Ґіллера/ Краттерівка                                                          |
| Горохолинська (2005)                                         |      | -                                                                          | -                                   | -                                                                | -                                            | -                                                                             |
| Грінченка Бориса (до 2021 - Ромена Ролана)                   |      | Ромена Роллана                                                             | Буковинська                         | Пулавського                                                      | -                                            | -                                                                             |
| Гриневичів (до 2021 - Богунська)                             |      | Богунська (1945)                                                           | Дорошенка                           | Рацлавицька                                                      | Олесницького Євгена                          | Рацлавицька (1900)                                                            |
| Грома полковника (1995) (Мик-Рінь)                           |      | Червонопрапорна                                                            | -                                   | -                                                                | -                                            | -                                                                             |
| Грушевського Михайла (1990)                                  |      | Карла Маркса (1940)                                                        | Мазепи + Губернаторська             | Шидловського + 3 мая                                             | Шидловського + Івана Франка                  | Шидловського (1905) + 3 Мая (1891) / Заболотівська вища                       |
| Грюнвальдська                                                |      | Грюнвальдська                                                              | Губернаторська                      | Грюнвальдська                                                    | Грюнвальдська                                | Грюнвальдська                                                                 |
| Гузара Любомира кардинала (2018)                             |      | Виробнича/ Новгородська (1967)                                             | Немає інформації                    | Седельмаєрівська                                                 | Седельмайєра                                 | Седельмайєрівська 1880-ті                                                     |
| Гулака-Артемовського                                         |      | Гулака-Артемовського                                                       | Немає інформації                    | Сурова                                                           | -                                            | -                                                                             |
| Гуцульська                                                   |      | Гуцульська                                                                 | Немає інформації                    | Приватна                                                         | -                                            | -                                                                             |
| Далека                                                       |      | Далека                                                                     | Немає інформації                    | Далека                                                           | -                                            | -                                                                             |
| Бурдина Степана (до 2022 - Данилевського)                    |      | Данилевського                                                              | Словацька                           | Дененмарка                                                       | -                                            | -                                                                             |
| Дем'янів Лаз (1998)                                          |      | -                                                                          | -                                   | -                                                                | -                                            | -                                                                             |
| Дем'янів Лаз прв. (1998)                                     |      | -                                                                          | -                                   | -                                                                | -                                            | -                                                                             |
| Деповська                                                    |      | Деповська (1945)                                                           | Чорноморська                        | Ягелонська (1930)                                                | Двірцева                                     | -                                                                             |
| Дідича Сергія сотника (2014)                                 |      | Мечникова                                                                  | Бузькова                            | 29 листопада                                                     | -                                            | -                                                                             |
| Джерельна (Опр)                                              |      | Джерельна                                                                  | -                                   | -                                                                | -                                            | -                                                                             |
| Дмитерка Софрона (2010)                                      |      | Тракторна                                                                  | Німецька                            | Св. Яцка                                                         | -                                            | -                                                                             |
| Дністровська                                                 |      | Дністровська (1989)/ Будьонного/ Дністровська                              | Немає інформації                    | Коллонтая (1912)                                                 | Газова                                       | Газова (1870-ті) / Підзамче                                                   |
| Героїв Волновахи (до 2022 - Добролюбова)                     |      | Добролюбова (1958)                                                         | -                                   | -                                                                | -                                            | -                                                                             |
| Довбуша                                                      |      | Довбуша (1944)                                                             | Немає інформації                    | Переїзна                                                         | Немає інформації                             | Переїздова                                                                    |
| Довга (1990)                                                 |      | Правди (1962)                                                              | Немає інформації                    | Довга                                                            | Довга                                        | Довга (1904)                                                                  |
| Довженка (1995)                                              |      | Веселова (1980)                                                            | -                                   | -                                                                | -                                            | -                                                                             |
| Джанджаласа Євстахія (до 2022 - Докучаєва)                   |      | Докучаєва                                                                  | Немає інформації                    | Закутна                                                          | -                                            | -                                                                             |
| Донцова (1995)                                               |      | Черняховського (1945)                                                      | Ензена                              | Шайнохи (1920-ті)                                                | -                                            | -                                                                             |
| Дорошенка Петра Гетьмана (1995)                              |      | Чкалова (1967) / Аеродромна (1944)                                         | Холмська                            | Молотковська (1930)                                              | -                                            | -                                                                             |
| Дослідна                                                     |      | Дослідна                                                                   | -                                   | -                                                                | -                                            | -                                                                             |
| Героїв Чернігова (до 2022 - Достоєвського)                   |      | Достоєвського                                                              | Немає інформації                    | Холодна                                                          | -                                            | -                                                                             |
| Драгоманова (1991)                                           |      | Бєлінського (1945)                                                         | П. Могили                           | Зажев’є (1935)                                                   | -                                            | -                                                                             |
| Драча Івана (до 2021 - Радіщева)                             |      | Радіщева                                                                   | Кринична                            | Ідзіковського                                                    |                                              |                                                                               |
| Дружби                                                       |      | Дружби (1958)                                                              | -                                   | -                                                                | -                                            | -                                                                             |
| Дружби пров.                                                 |      | -                                                                          | -                                   | -                                                                | -                                            | -                                                                             |
| Дудаєва Джохара (1996)                                       |      | Фучіка Ю. (1960-ті)                                                        | Немає інформації                    | Тартакова дорога (1920-ті)                                       | -                                            | -                                                                             |
| Дучимінської Ольги (1993)                                    |      | Сєрова (1945)                                                              | Немає інформації                    | Відок                                                            | б/н (1919)                                   | -                                                                             |
| Євшана (1998)                                                |      | -                                                                          | -                                   | -                                                                | -                                            | -                                                                             |
| Європейська пл. (1999)                                       |      | Героїв Сталінграда пл. (1975)                                              | -                                   | -                                                                | -                                            | -                                                                             |
| Єфремова Сергія (2007)                                       |      | Кулібіна                                                                   | -                                   | -                                                                | -                                            | -                                                                             |
| Желехівського (1993)                                         |      | Крилова                                                                    | Святослава                          | Лукасінського (1930-ті) / Бічна Голуховського                    | -                                            | -                                                                             |
| Заболотівська                                                |      | Заболотівська (1945)                                                       | Руда                                | Брата Альберта                                                   | -                                            | -                                                                             |
| Загвіздянська (1999)                                         |      | Шашкевича (1958)                                                           | -                                   | -                                                                | -                                            | -                                                                             |
| Заклинських (1993)                                           |      | Кутузова (1963)                                                            | Немає інформації                    | Зарванська + Румунська (1937)                                    | Зарванська                                   | Зарванська                                                                    |
| Заливахи Опанаса (1995)                                      |      | Олега Кошового (1945)                                                      | Коцюбинського                       | Варненьчика (1920-ті)                                            | -                                            | -                                                                             |
| Залізнична                                                   |      | Залізнична (1960)                                                          | Колійова                            | Колійова                                                         | Залізнична                                   | Колійова                                                                      |
| Заньковецької                                                |      | Заньковецької                                                              | Немає інформації                    | Провулкова                                                       | -                                            | -                                                                             |
| Запорізька                                                   |      | Запорізька                                                                 | Немає інформації                    | Капітульна                                                       | -                                            | -                                                                             |
| Затишна                                                      |      | Затишна                                                                    | Немає інформації                    | Затишна                                                          | -                                            | -                                                                             |
| Зв’язкова                                                    |      | Зв'язкова                                                                  | Немає інформації                    | Звйонзкова (Профспілкова)                                        | -                                            | -                                                                             |
| Зелена                                                       |      | Зелена                                                                     | Немає інформації                    | Зелена                                                           | -                                            | -                                                                             |
| Зелений пров.                                                |      | Зелений                                                                    | Канта                               | Болеслава Хороброго                                              | -                                            | -                                                                             |
| Зорія Михайла (1995)                                         |      | Груленка (1988) / Спартаківська (1945)                                     | Чупринки                            | Чарнецького (1928)                                               | -                                            | -                                                                             |
| Зразкова                                                     |      | Зразкова                                                                   | -                                   | -                                                                | -                                            | -                                                                             |
| Івасюка Володимира (1995)                                    |      | Об'їзна                                                                    | Немає інформації                    | Угорницька дорога (1930-ті)                                      | -                                            | -                                                                             |
| Іллєнка Юрія (2011)                                          |      | Відкрита                                                                   | Відкрита                            | Рея                                                              | -                                            | -                                                                             |
| Індустріальна                                                |      | Індустріальна (1945)                                                       | Немає інформації                    | Снядецьких (1920-ті)                                             | -                                            | -                                                                             |
| Івана Павла ІІ (2008)                                        |      | Будівельників (1980-ті)                                                    | -                                   | -                                                                | -                                            | -                                                                             |
| Ірчана                                                       |      | Ірчана                                                                     | Немає інформації                    | Долішня                                                          | -                                            | -                                                                             |
| Калнишевського Петра (2010)                                  |      | Дашевського (1957) / Дашавська (1945)                                      | Немає інформації                    | Немцевича                                                        | Немає інформації                             | Немцевича                                                                     |
| Калуське шосе                                                |      | -                                                                          | -                                   | -                                                                | -                                            | -                                                                             |
| Каменярів                                                    |      | Каменярів                                                                  | Немає інформації                    | Суханка                                                          | Робоча                                       | Робоча                                                                        |
| Кармелюка                                                    |      | Кармелюка (1945)                                                           | Чорна                               | Зиблікевича (1925)                                               | Немає інформації                             | Ясінського                                                                    |
| Карпатська                                                   |      | Карпатська                                                                 | Немає інформації                    | Княгининська (1925)                                              | Зелена                                       |                                                                               |
| Карпатської Січі (1995)                                      |      | Краснофлотська                                                             | -                                   | -                                                                | -                                            | -                                                                             |
| Карпенка – Карого                                            |      | Карпенка – Карого                                                          | -                                   | -                                                                | -                                            | -                                                                             |
| Карпінського Францішека (2007)                               |      | Оборонна (1945)                                                            | Немає інформації                    | Жеромського (1920-ті)                                            | -                                            | -                                                                             |
| Карпинця Ярослава (1995)                                     |      | Горелова (1974)                                                            | Немає інформації                    | Фабрична (1920-ті)                                               | -                                            | -                                                                             |
| Касіяна (1996) (Опр)                                         |      | -                                                                          | -                                   | -                                                                | -                                            | -                                                                             |
| Каховська                                                    |      | Каховська (1963)                                                           | Рожана                              | П’ястів бічна / Бічна                                            | -                                            | -                                                                             |
| Квітки - Основ'яненка                                        |      | Квітки - Основ'яненка                                                      | Немає інформації                    | Кметівська                                                       |                                              |                                                                               |
| Київська                                                     |      | Київська (1945)                                                            | Острозького                         | Траугутта (1920-ті)                                              | -                                            | -                                                                             |
| Кисілевської Ольги (1995)                                    |      | 8 Березня                                                                  | Немає інформації                    | Кохановського (1920-ті)                                          | -                                            | -                                                                             |
| Княгинин (1995)                                              |      | Ковпака / Заводська                                                        | Українська                          | Шевченка (1925)                                                  |                                              |                                                                               |
| Кобилянської                                                 |      | Кобилянської (1950) / Переяславська (1945)                                 | Кобилянської                        | Короля Яна ІІІ (1925)                                            | Вайнгартена                                  | Вайнгартена (1910-ті)                                                         |
| Кобринської                                                  |      | Кобринської                                                                | -                                   | -                                                                | -                                            | -                                                                             |
| Пластова (до 2022 - Ковалевської)                            |      | Ковалевської (1958)                                                        | -                                   | -                                                                | -                                            | -                                                                             |
| Ковальська                                                   |      | Ковальська                                                                 | Немає інформації                    | Ковальська                                                       | Немає інформації                             | Гарбарська (част)                                                             |
| Козацька (1993)                                              |      | Галана                                                                     | Немає інформації                    | Малецького                                                       | -                                            | -                                                                             |
| Колективна                                                   |      | Колективна                                                                 | -                                   | -                                                                | -                                            | -                                                                             |
| Коломийська                                                  |      | Коломийська (1945)                                                         | Немає інформації                    | Елізи Ожешко (1920-ті)                                           | -                                            | -                                                                             |
| Комунальна                                                   |      | Комунальна (1958)                                                          | Немає інформації                    | За Гіркою                                                        | -                                            | -                                                                             |
| Кондукторська                                                |      | Кондукторська                                                              | Немає інформації                    | На оболоні                                                       | -                                            | -                                                                             |
| Коновальця Євгена (1993)                                     |      | Дадугіна (1944)                                                            | Шевченка                            | Зосина Воля                                                      | Зосина Воля                                  | Зосина Воля / Каліцька                                                        |
| Коперніка                                                    |      | Коперніка                                                                  | Немає інформації                    | Коперніка                                                        | Коперніка                                    | Коперніка (1899)                                                              |
| Левицької Віри (до 2022 - Короленка)                         |      | Короленка                                                                  | Немає інформації                    | Капітульна                                                       | -                                            | -                                                                             |
| Короля Данила (1992)                                         |      | Фрунзе                                                                     | Торфова                             | Баторія                                                          | Короля Данила                                | Баторія (1899)                                                                |
| Коротка (Мик-Рінь)                                           |      | Коротка                                                                    | -                                   | -                                                                | -                                            | -                                                                             |
| Косівська                                                    |      | Косівська                                                                  | Немає інформації                    | Близняча                                                         | -                                            | -                                                                             |
| Космічна                                                     |      | Космічна (1958)                                                            | -                                   | -                                                                | -                                            | -                                                                             |
| Котляревського                                               |      | Котляревського                                                             | Немає інформації                    | Котляревського                                                   | -                                            | -                                                                             |
| Коцюбинського                                                |      | Коцюбинського                                                              | Будуччини                           | Хжановської С.                                                   | -                                            | -                                                                             |
| Кравецька                                                    |      | Кравецька                                                                  | Немає інформації                    | Кравецька                                                        | -                                            | -                                                                             |
| Кравченко Уляни (1993)                                       |      | Марата                                                                     | Чикаленка                           | Сікорського генерала (1937) / Хибна                              | -                                            | -                                                                             |
| Пелеша Юліана (до 2023 - Крайківського)                      |      | Крайківського (1970)                                                       | -                                   | -                                                                | -                                            | -                                                                             |
| Красівського Зеновія (1995)                                  |      | Красовського (1980-ті) / Трудова (1945)                                    | Кубанська                           | Ходкевича (1920-ті)                                              | -                                            | -                                                                             |
| Крива (1992)                                                 |      | Крюченка (1970-ті)                                                         | Немає інформації                    | Крива                                                            | Немає інформації                             | Крива (1870-ті)                                                               |
| Кривоноса                                                    |      | Кривоноса                                                                  | Немає інформації                    | Людна                                                            | -                                            | -                                                                             |
| Кримська                                                     |      | Кримська / Суха                                                            | Немає інформації                    | св. Кінги                                                        | Немає інформації                             | Айгенфельда                                                                   |
| Кропивницького                                               |      | Кропивницького                                                             |                                     |                                                                  |                                              |                                                                               |
| Крука Григора (1993)                                         |      | Ватутіна (1945)                                                            | Бісмарка                            | Кубішталя (1930) / Бічна Липова (1920-ті)                        | -                                            | -                                                                             |
| Крушельницької                                               |      | Крушельницької                                                             | Грушевського                        | Фредра                                                           | Карпенка                                     | Фредра (1895)                                                                 |
| Кубійовича (2012)                                            |      | Електрична                                                                 | Генерала Краус                      | Декерта                                                          | -                                            | -                                                                             |
| Купчинського Романа (1994) / Привокзальна (1993)             |      | Ленінградська                                                              | Немає інформації                    | Панська                                                          | Залізнична                                   | Панська (1900-ті)                                                             |
| Курбаса Леся (1991)                                          |      | Цимбалюка (1945)                                                           | Ріхарда Вагнера                     | Бельовського                                                     | Федьковича                                   | Бельовського                                                                  |
| Курівця Івана (1998)                                         |      | -                                                                          | -                                   | -                                                                | -                                            | -                                                                             |
| Левинського Івана (1995) (Опр)                               |      | Карбишева (1965)                                                           | -                                   | -                                                                | -                                            | -                                                                             |
| Левицького Романа (1990)                                     |      | Соцзмагання (1945)                                                         | Промислова                          | Більчевського (1920-ті)                                          | -                                            | -                                                                             |
| Лемківська (1992)                                            |      | Тельмана                                                                   | Немає інформації                    | Сокола                                                           | -                                            | -                                                                             |
| Ленкавського (1993)                                          |      | Матросової (1945)                                                          | Немає інформації                    | Семирадського                                                    | Немає інформації                             | Фабрична (1910)                                                               |
| Ленкавського пров. (1995)                                    |      | Матросової пров.                                                           | -                                   | -                                                                | -                                            | -                                                                             |
| Леонтовича (Мик-Рінь)                                        |      | Леонтовича (1958)                                                          | -                                   | -                                                                | -                                            | -                                                                             |
| Лепкого Богдана (1991)                                       |      | Леніна (1940,1944)                                                         | Альфреда Розенберга                 | Кілінського                                                      | Дорошенка                                    | Кілінського 1895                                                              |
| Героїв Маріуполя (до 2022 - Лермонтова)                      |      | Лермонтова                                                                 | Лепкого                             | Войцеховського президента (1920-ті)                              | Сагайдачного                                 | Шевченка (1900)                                                               |
| Лесіва Отця (1995)                                           |      | Красова                                                                    | Немає інформації                    | Познанська (1937)                                                | -                                            | -                                                                             |
| Лисенка                                                      |      | Лисенка                                                                    | Немає інформації                    | Лисенка (1937) / Бічна в. Михаїла                                | -                                            | -                                                                             |
| Лісова (1998)                                                |      | Філатова ???                                                               | -                                   | -                                                                | -                                            | -                                                                             |
| Лозова                                                       |      | Лозова                                                                     | -                                   | -                                                                | -                                            | -                                                                             |
| Лугова (1993) (Опр)                                          |      | -                                                                          | -                                   | -                                                                | -                                            | -                                                                             |
| Лук'яненка Левка                                             |      | Мельничука (1956-2018)                                                     | Armenische Straße (1941—1944)       | Вірменська                                                       | Вірменська                                   | Вірменська                                                                    |
| Лучна (1993)                                                 |      | Барбюса                                                                    | Немає інформації                    | Лучна                                                            | -                                            | -                                                                             |
| Львівська (1995)                                             |      | Столярчука                                                                 | Бойківська                          | Генерала Прендзинського                                          | -                                            | -                                                                             |
| Любачівського Кардинала (2001)                               |      | Лобачевського (1958)                                                       | -                                   | -                                                                | -                                            | -                                                                             |
| Лятишевського Івана єпискова (2012) / Проектна-IV-Гімназійна |      | -                                                                          | -                                   | -                                                                | -                                            | -                                                                             |
| Мазепи Гетьмана (1990)                                       |      | Дзержинського                                                              | Хмельницького                       | П.О.В. (Польської організації військової) (1936) / Казимирівська | Мазепи                                       | Казимірівська (1884) / Брукована / Вірменська                                 |
| Гірника Олекси (до 2022 - Макаренка)                         |      | Макаренка (1945)                                                           | Шведська                            | Пляттер Емілії (1937)                                            | -                                            | -                                                                             |
| Макогона                                                     |      | Макогона (1963)                                                            | Немає інформації                    | Поточна                                                          | Немає інформації                             | Потічна (1910-ті)                                                             |
| Максимовича                                                  |      | Максимовича/ Низька (1952)                                                 | -                                   | -                                                                | -                                            | -                                                                             |
| Макуха Івана (1995)                                          |      | Порайка (кін. 1950-х)                                                      | -                                   | -                                                                | -                                            | -                                                                             |
| Маланюка Василя (1995)                                       |      | Безкровного (1970) / Ломоносова (1944)                                     | Немає інформації                    | Красінського                                                     | Красінського                                 | Красінського (1900)                                                           |
| Малицької Костантини (1993)                                  |      | Червоноармійська (1958)                                                    | -                                   | -                                                                | -                                            | -                                                                             |
| Манюха Володимира (1995)                                     |      | Лоскутова (1974)                                                           | -                                   | Закрита                                                          | -                                            | -                                                                             |
| Марка Вовчка                                                 |      | Марка Вовчка                                                               | Немає інформації                    | Ламана                                                           | -                                            | -                                                                             |
| Мартинця Теодора сотника (1995)                              |      | 27 Липня / Інститутська (1944)                                             | Труша                               | Костюшка                                                         | Костюшка                                     | Костюшка (1894) / Потоцького пл.                                              |
| Мартовича Леся                                               |      | Мартовича Леся (1958)                                                      | -                                   | -                                                                | -                                            | -                                                                             |
| Матіїва-Мельника (1993)                                      |      | Лазо                                                                       | Грушкова                            | Замойського                                                      |                                              |                                                                               |
| Матейка                                                      |      | Матейка                                                                    | Мальчевського Я.                    | Матейка                                                          | Матейка                                      | Матейка (1895)                                                                |
| Медична                                                      |      | -                                                                          | -                                   | -                                                                | -                                            | -                                                                             |
| Мельника Андрія (2003)                                       |      | -                                                                          | -                                   | -                                                                | -                                            | -                                                                             |
| Меморіальна (1998)                                           |      | -                                                                          | -                                   | -                                                                | -                                            | -                                                                             |
| Героїв Попасної (до 2022 - Менделеєва)                       |      | Менделеєва                                                                 | Немає інформації                    | Асника                                                           | Немає інформації                             | без назви (1910-ті)                                                           |
| Микитинецька                                                 |      | Микитинецька                                                               | Немає інформації                    | Микитинецька дорога                                              | -                                            | -                                                                             |
| Микитинецький пров.                                          |      | Микитинецький пров.                                                        | -                                   | -                                                                | -                                            | -                                                                             |
| Миколайчука Івана (1991)                                     |      | Батареї Муравйова (1980-ті)                                                | -                                   | -                                                                | -                                            | -                                                                             |
| Мирного Панаса                                               |      | Мирного Панаса                                                             | Немає інформації                    | Броварняна                                                       | -                                            | -                                                                             |
| Мирона Івана(1993)                                           |      | Шурухіна (1960) / пров. Залізничний (1945)                                 | Немає інформації                    | Пруса (1937)                                                     | -                                            | -                                                                             |
| Миру                                                         |      | Миру (1958)                                                                | Немає інформації                    | Каспрівка                                                        | Касперівка                                   | Каспрівка                                                                     |
| Міхновського Миколи (1995)                                   |      | Попова (1945)                                                              | Немає інформації                    | Чацького (1920-ті)                                               | -                                            | -                                                                             |
| Міцкевича пл.                                                |      | Міцкевича пл.                                                              | Горста Весселя пл.                  | Міцкевича пл.                                                    | Міцкевича пл.                                | Міцкевича пл. (1870-ті)                                                       |
| Млинарська (1993)                                            |      | Вагилевича (1960)                                                          | Немає інформації                    | Млинарська                                                       | Немає інформації                             | Млинарська / Бельведерська нижча                                              |
| Молдавська                                                   |      | Молдавська                                                                 | Відкрита                            | Радзимінська (1937) / Адамчука                                   | -                                            | -                                                                             |
| Молодіжна                                                    |      | Молодіжна                                                                  | -                                   | -                                                                | -                                            | -                                                                             |
| Моршинська                                                   |      | Моршинська                                                                 | Щаслива                             | Супінського                                                      | -                                            |                                                                               |
| Мочульського Михайла (1995)                                  |      | Перова                                                                     | Немає інформації                    | св. Яна Канти                                                    | -                                            | -                                                                             |
| Набережна ім. В. Стефаника                                   |      | Набережна ім. В. Стефаника (1971) / Набережна (1960-ті)                    | -                                   | Мазурівка + Річна + Пасічанська                                  | -                                            | -                                                                             |
| Надвірнянська                                                |      | Надвірнянська                                                              | Немає інформації                    | Відсторонена                                                     | -                                            | -                                                                             |
| Надрічна                                                     |      | Надрічна                                                                   | Немає інформації                    | Надрічна (1937)                                                  | -                                            | -                                                                             |
| Нафтова                                                      |      | Нафтова                                                                    | Немає інформації                    | св. Михаїла                                                      | -                                            | -                                                                             |
| Національної Гвардії (1992)                                  |      | Радянської Армії (1962) / Станіславських дивізій                           | Осьмомисла                          | Легіонів (1919)                                                  | Військова                                    | Військова (1900-ті)                                                           |
| Незалежності (1993)                                          |      | Радянська                                                                  | Адольфа Гітлера                     | Сапіжинська                                                      | Шевченка                                     | Сапіжинська (1884) / Тисменицька Головна + Франца Йосифа (1904) / Тисменицька |
| Героїв Охтирки (до 2022 - Некрасова)                         |      | Некрасова                                                                  | Бібліотечна                         | Шахлацького                                                      | -                                            | -                                                                             |
| Нескорених (1998)                                            |      | -                                                                          | -                                   | -                                                                | -                                            | -                                                                             |
| Нечуя-Левицького                                             |      | Нечуя – Левицького (1958)                                                  | -                                   | -                                                                | -                                            | -                                                                             |
| Низова (1991)                                                |      | Камо (1950-ті) / Низова                                                    | Липинського                         | Мосціцького (1920)                                               | Павлика                                      | Фердинанда (1838)                                                             |
| Мерінова Віталія (1990-2023 - Нова)                          |      | Ляхова                                                                     | Немає інформації                    | Нова                                                             |                                              |                                                                               |
| Новаківського (1995)                                         |      | Плеханова (1959) / Новий в’їзд (1945)                                      | Латинська                           | Костельна                                                        | Немає інформації                             | Костьольна (1910-ті)                                                          |
| Новий Світ (1993)                                            |      | Павлова                                                                    | Рильського                          | Ствертні Павла                                                   | -                                            | -                                                                             |
| Об’їздова                                                    |      | Об’їздова                                                                  | Немає інформації                    | Об’їздова                                                        | -                                            | -                                                                             |
| Лущака Мирослава (до 2022 - Огарьова)                        |      | Огарьова                                                                   | Немає інформації                    | Вугільна                                                         | -                                            | -                                                                             |
| Одеська                                                      |      | Одеська                                                                    | Немає інформації                    | Виспянського                                                     | -                                            | -                                                                             |
| Озаркевича Євгена (1991)                                     |      | Павлика Морозова (1956) / Франка (1945)                                    | Немає інформації                    | Монюшка                                                          | Немає інформації                             | Монюшка (1899)                                                                |
| Озерна (1998)                                                |      | -                                                                          | -                                   | -                                                                | -                                            | -                                                                             |
| Олесницького Юлія (1995)                                     |      | Петровського1960-ті / Крута (1945)                                         | Немає інформації                    | Крента (тобто Звивиста.)                                         | Крута                                        | Крента (тобто Звивиста) (1910-ті)                                             |
| Олеся Олександра (2018)                                      |      | Островського                                                               | Гуцульська                          | Понятовського (1925)                                             |                                              | Дзвонковських 1880-ті                                                         |
| Ольжича (1998)                                               |      | -                                                                          | -                                   | -                                                                | -                                            | -                                                                             |
| Опільського (1993)                                           |      | Орджонікідзе (1960)                                                        | -                                   | -                                                                | -                                            | -                                                                             |
| Опришівецька (Опр)                                           |      | Опришівецька                                                               | -                                   | -                                                                | -                                            | -                                                                             |
| Орлика Пилипа (1991)                                         |      | Васильєва (1970)-ті/ Замкнена/ Відновлена (1945)                           | Староміська                         | Рогуського                                                       | Рогуського                                   | Рогуського                                                                    |
| Павлика Михайла (1991)                                       |      | Горького                                                                   | Вітовського                         | Висоцького полковника (1920-ті)                                  | -                                            | -                                                                             |
| Палієва Сотника (2005)                                       |      | Букатчука                                                                  | Немає інформації                    | Окружна                                                          | -                                            | -                                                                             |
| Палія Андрія (2003)                                          |      | Дунаєвського (1970)-ті                                                     | -                                   | -                                                                | -                                            | -                                                                             |
| Паркова                                                      |      | Паркова                                                                    | -                                   | -                                                                | -                                            | -                                                                             |
| Пасічна (1991)                                               |      | Бабушкіна (1958)                                                           | -                                   | -                                                                | -                                            | -                                                                             |
| Пасічанська                                                  |      | Пасічанська                                                                | Немає інформації                    | Пасічанська                                                      | -                                            | -                                                                             |
| Патона (Мик-Рінь)                                            |      | Патона                                                                     | -                                   | -                                                                | -                                            | -                                                                             |
| Патріарха Володимира (2001)                                  |      | -                                                                          | -                                   | -                                                                | -                                            | -                                                                             |
| Пашницького (1995)                                           |      | Пазова (1974)                                                              | Немає інформації                    | Проста                                                           | -                                            | -                                                                             |
| Пекарська (1995)                                             |      | Осипенко                                                                   | Зоряна                              | Лібермана (1920-ті)                                              | -                                            | -                                                                             |
| Перехідна                                                    |      | Перехідна                                                                  | Немає інформації                    | Перехідна                                                        |                                              |                                                                               |
| Переяславська                                                |      | Переяславська                                                              | Немає інформації                    | Сташиця                                                          | -                                            | -                                                                             |
| Петлюри Симона (1996)                                        |      | Льотчиків (1950-ті)                                                        | Немає інформації                    | Різняна / Бічна Польова (1930) + Льотнича (1937)                 | -                                            | -                                                                             |
| Петрушевича Євгена (1995)                                    |      | Артема (1945)                                                              | Бекліна                             | Абгаровича                                                       | Князя Льва                                   | Абгаровича                                                                    |
| Південний бульвар (1996)                                     |      | Південний (1964)                                                           | -                                   | -                                                                | -                                            | -                                                                             |
| Північний бульвар                                            |      | 40-річчя Перемоги (1985) / Північний (1963) + пл. Визволення               | -                                   | -                                                                | -                                            | -                                                                             |
| Підгірянки Марійки (1991)                                    |      | Дарвіна (1945)                                                             | Генерала Роммеля                    | Домбровського Генріка                                            | Орлика                                       | Домбровського Генріка                                                         |
| Побутова                                                     |      | Побутова                                                                   | -                                   | -                                                                | -                                            | -                                                                             |
| Подільська                                                   |      | Подільська                                                                 | Немає інформації                    | Подільська (1937)                                                |                                              |                                                                               |
| Покутська (1992)                                             |      | Комуністична                                                               | -                                   | -                                                                | -                                            | -                                                                             |
| Полєка бл.(2002)                                             |      | -                                                                          | -                                   | -                                                                | -                                            | -                                                                             |
| Полотнюків (1995)                                            |      | Пархоменка (1960-ті)                                                       | Немає інформації                    | Овочева                                                          |                                              |                                                                               |
| Полтавський пров.                                            |      | Полтавський                                                                | -                                   | -                                                                | -                                            | -                                                                             |
| Полуботка (2010) / частина Отця Блавацького (Опр)            |      | -                                                                          | -                                   | -                                                                | -                                            | -                                                                             |
| Польова                                                      |      | Польова                                                                    | -                                   | -                                                                | -                                            | -                                                                             |
| Поперечна                                                    |      | Поперечна                                                                  | Немає інформації                    | Поперечна                                                        | -                                            | -                                                                             |
| Потоцьких (2022)                                             |      | -                                                                          | -                                   | -                                                                | -                                            | -                                                                             |
| Бедрія Теофіла (до 2022 - Пржевальського)                    |      | Пржевальського                                                             | -                                   | -                                                                | -                                            | -                                                                             |
| Привокзальна                                                 |      | Привокзальна                                                               | Богуна                              | Лелевеля                                                         | Основ’яненка                                 | Лелевеля 1899                                                                 |
| Привокзальна пл.                                             |      | Привокзальна                                                               | Немає інформації                    | частина вул. Колійової                                           | -                                            | -                                                                             |
| Промислова                                                   |      | Промислова                                                                 | Каспровича                          | І. Франка                                                        | Шпитальна                                    | -                                                                             |
| Проста                                                       |      | Проста                                                                     | Немає інформації                    | Проста                                                           | -                                            | -                                                                             |
| Простора                                                     |      | Простора                                                                   | Немає інформації                    | Реймонта                                                         | -                                            | -                                                                             |
| Профспілкова                                                 |      | Профспілкова                                                               | Мала                                | Локетка                                                          | -                                            | -                                                                             |
| Профспілковий пров.                                          |      | Профспілковий                                                              | -                                   | -                                                                | -                                            | -                                                                             |
| Прутська                                                     |      | Прутська                                                                   | Немає інформації                    | Журавлина                                                        | -                                            | -                                                                             |
| Пстрака Ярослава (1995)                                      |      | Можайського (1958)                                                         | -                                   | -                                                                | -                                            | -                                                                             |
| Пулюя Івана (1995)                                           |      | Жукова (1975) / Пугачова                                                   | Пав’яча                             | П'ястів (частково)                                               |                                              | П’ястів (1910-ті)                                                             |
| Ребета Лева (1995)                                           |      | Цілиноградська / Левітана / Польова                                        | Немає інформації                    | Польова дорога (1930-ті)                                         | -                                            | -                                                                             |
| Ремболовича (2010) / Проектна ІІ гімназійна                  |      | -                                                                          | -                                   | -                                                                | -                                            | -                                                                             |
| Павличка Дмитра (1992-2023 - Реміснича)                      |      | Котовського / Вугільна                                                     | Волинська                           | Хлопіцького генерала (1937) / Реміснича (1920-ті)                | -                                            | -                                                                             |
| Республіканська                                              |      | Республіканська (1945)                                                     | Лемківська                          | Гловацького                                                      | Каганця                                      | Гловацького (1900)                                                            |
| Арсенича-Березовського Миколи (до 2022 - Рєпіна)             |      | Рєпіна (1945)                                                              | Немає інформації                    | Гротгера                                                         | Немає інформації                             | Гротгера (1909)                                                               |
| Рильського (Опр)                                             |      | Рильського (1965)                                                          | -                                   | -                                                                | -                                            | -                                                                             |
| Ринок вул. (1993)                                            |      | 17 Вересня / вул. Ринок                                                    | Цепеліна                            | Барона Гірша                                                     | Барона Гірша                                 | Барона Гірша 1899 / Жидівська передня                                         |
| Ринок пл.                                                    |      | Ринок                                                                      | Ринок                               | Ринок                                                            | Ринок                                        | Ринок                                                                         |
| Рівна                                                        |      | Рівна                                                                      | Немає інформації                    | Рівна                                                            | -                                            | -                                                                             |
| Рєпіна Іллі (до 2022 - Робітнича)                            |      | Робітнича                                                                  | Немає інформації                    | Длугоша                                                          | -                                            | -                                                                             |
| Романчука Юліана (1996) (Опр)                                |      | -                                                                          | -                                   | -                                                                | -                                            | -                                                                             |
| Пахолківа Святослава (до 2022 - Руднєва)                     |      | Руднєва (1958)                                                             | -                                   | -                                                                | -                                            | -                                                                             |
| Руставелі Шота                                               |      | Шота Руставелі (1945)                                                      | Немає інформації                    | Пілсудського                                                     | Немає інформації                             | б/н 1895                                                                      |
| Русової Софії                                                |      | -                                                                          | -                                   | -                                                                | -                                            | -                                                                             |
| Сабата Миколи (1995)                                         |      | Герасимова (1945)                                                          | Немає інформації                    | Ісаковича                                                        | Костомарова                                  | Ісаковича 1896                                                                |
| Сагайдачного гетьмана (1993)                                 |      | Жовтнева (1945)                                                            | Немає інформації                    | Плянтова                                                         | Плянтова                                     | Плянтова                                                                      |
| Садовий пров.                                                |      | Садовий пров.                                                              | Слюсарська                          | Бічна Колійова                                                   | -                                            | -                                                                             |
| Саєвича Миколи (1998)                                        |      | -                                                                          | -                                   | -                                                                | -                                            | -                                                                             |
| Самійленка (1993)                                            |      | Свердлова (1950)-ті                                                        | -                                   | -                                                                | -                                            | -                                                                             |
| Української Перемоги (до 2022 частина - Сахарова Академіка)  |      | Сахарова академіка (1990) / Чекістів (1967) / Чкалова +пров. Стахановський | Поліції + СС + Новаківського        | Білінського + Складовської Кюрі (1937) + Жолкєвського            | Котляревського                               | Білінського 1895/ Нова (1880-ті)                                              |
| Світла (Опр)                                                 |      | Світла                                                                     | -                                   | -                                                                | -                                            | -                                                                             |
| Селянська                                                    |      | Селянська                                                                  | Немає інформації                    | Сільська                                                         | -                                            | -                                                                             |
| Сем'янчука І. (1996) (Опр)                                   |      | -                                                                          | -                                   | -                                                                | -                                            | -                                                                             |
| Героїв Миколаєва (до 2022 - Сєченова)                        |      | Сєченова (1958)                                                            | -                                   | -                                                                | -                                            | -                                                                             |
| Симиренків (2008) / Симиренка (1995)                         |      | Мічуріна (1955)                                                            | Немає інформації                    | Стрілецька (1920-ті)                                             | -                                            | -                                                                             |
| Симоненка Василя (1991)                                      |      | Савельєва (1977)                                                           | -                                   | -                                                                | -                                            | -                                                                             |
| Сірика                                                       |      | Сірика (1974)                                                              | Немає інформації                    | Блакитна (1920-ті)                                               | -                                            | -                                                                             |
| Січеславська (1995)                                          |      | Дніпропетровська                                                           | Шіллєра                             | Князевича                                                        | -                                            | -                                                                             |
| Січинського (Опр)                                            |      | Січинського (1965)                                                         | -                                   | -                                                                | -                                            | -                                                                             |
| Січка Василя (1998)                                          |      | -                                                                          | -                                   | -                                                                | -                                            | -                                                                             |
| Січових стрільців (1991)                                     |      | Чапаєва (1945)                                                             | Д-ра Ляша                           | Собеського                                                       | Грушевського                                 | Собеського (1885) / Широка                                                    |
| Сковороди Григорія                                           |      | Сковороди                                                                  | -                                   | -                                                                | -                                            | -                                                                             |
| Сліпого Йосифа (2007)                                        |      | Трускавецька (1945)                                                        | Немає інформації                    | Пірамовича (1925)                                                | Немає інформації                             | Дресслера (1904)                                                              |
| Слов'янська                                                  |      | Слов'янська                                                                | Біла                                | св. Йосафата                                                     | -                                            | -                                                                             |
| Снігуровича Северина (1995)                                  |      | Кочубея (1974)                                                             | Немає інформації                    | Совінського генерала                                             | -                                            | -                                                                             |
| Сніжна                                                       |      | Сніжна                                                                     | Немає інформації                    | Сніжна                                                           | -                                            | -                                                                             |
| Солотвинська                                                 |      | Солотвинська                                                               | -                                   | -                                                                | -                                            | -                                                                             |
| Сонячна                                                      |      | Сонячна                                                                    |                                     | Сонячна                                                          |                                              |                                                                               |
| Сорохтея Осипа (1995)                                        |      | Гастелло (1945)                                                            | Немає інформації                    | Під Божою опікою (1937) / Бічна Різнича                          | -                                            | -                                                                             |
| Сосенка Модеста (1995) (Мик-Рінь)                            |      | Воровського (1958)                                                         | -                                   | -                                                                | -                                            | -                                                                             |
| Софіївка (1993)                                              |      | Калініна (1958)                                                            | -                                   | -                                                                | -                                            | -                                                                             |
| Софіївський пров. (1993)                                     |      | Софіївська вул. / Безкровного                                              | Немає інформації                    | Окружна                                                          | -                                            | -                                                                             |
| Софрона Мудрого Владики (1993-2018 - Гарбарська)             |      | Суворова (1953)                                                            | Немає інформації                    | Гарбарська                                                       | Гарбарська                                   | Гарбарська                                                                    |
| Спокійна                                                     |      | Спокійна                                                                   | Немає інформації                    | Спокійна                                                         | -                                            | -                                                                             |
| Спортивна                                                    |      | Спортивна                                                                  | Фурманська                          | Скорупки                                                         | -                                            | -                                                                             |
| Станіславська (1993)                                         |      | вул. Кооперативна (1960) / пров. Кооперативний (1945)                      | Немає інформації                    | Косаковської                                                     | Косаковської                                 | Коссаковської 1870/ Мала Жидівська                                            |
| Старицького                                                  |      | Старицького                                                                | -                                   | -                                                                | -                                            | -                                                                             |
| Старозамкова                                                 |      | Старозамкова (1945)                                                        | Немає інформації                    | Тринітарський пл.                                                | Свободи пл.                                  | Тринітарська пл. / Екстрінітарська                                            |
| Стельмаховича Мирослава (1999)                               |      | -                                                                          | -                                   | -                                                                | -                                            | -                                                                             |
| Стефаника                                                    |      | Стефаника (1951) / Софії (1945)                                            | Сусідня                             | Королеви Софії                                                   | Немає інформації                             | Королеви Софії                                                                |
| Стецько Слави (2003)                                         |      | Тудора Степана (1957)                                                      | -                                   | -                                                                | -                                            | -                                                                             |
| Страчених націоналістів (2010) / Страчених (1990)            |      | Тобілевича (1945) / Страчених (1944)                                       | Мономаха                            | Берка                                                            | Берка                                        | Берка Йоселевича (1860-і) / Руська                                            |
| Стрийська                                                    |      | Стрийська                                                                  | Сліпа                               | Легіонера С. Райха (1937) / завулок Брілла                       | -                                            | -                                                                             |
| Стуса Василя (1990)                                          |      | Ільїна (1983)                                                              | -                                   | -                                                                | -                                            | -                                                                             |
| Сухомлинського                                               |      | Сухомлинського (1970)-ті                                                   | -                                   | -                                                                | -                                            | -                                                                             |
| Тарлецького Стефана (до 2017 - Весняна-Проектна 1)           |      | -                                                                          | -                                   | -                                                                | -                                            | -                                                                             |
| Павлишин Стефанії (до 2023 - Танкістів)                      |      | Танкістів                                                                  | Немає інформації                    | св. Петра і Павла                                                | -                                            | -                                                                             |
| Тарнавського генерала (1993)                                 |      | Маяковського                                                               | Немає інформації                    | Словацького                                                      | Словацького                                  | Словацького (1899)                                                            |
| Тесленка (Мик-Рінь)                                          |      | Тесленка (1958)                                                            | -                                   | -                                                                | -                                            | -                                                                             |
| Д. Бортнянського (до 2022 - Технічна)                        |      |                                                                            |                                     |                                                                  |                                              |                                                                               |
| Тисменицька (1993)                                           |      | Радянська (1940)                                                           | Тисменицька                         | Тисменицька                                                      | Немає інформації                             | Франца Йосифа + Цісарський гостинець                                          |
| Тиха                                                         |      | Тиха                                                                       | Немає інформації                    | Тиха                                                             | -                                            | -                                                                             |
| Тичини                                                       |      | Тичини (1970) / Безкровного / Прорізна (1945)                              | Гонтова                             | Рейтана + Відкрита (до 1929)                                     | Нечуя Левицького                             | Рейтана (1900)                                                                |
| Товарний пров.                                               |      | Товарний пров.                                                             | -                                   | -                                                                | -                                            | -                                                                             |
| Симчича Мирослава (до 2023 - Токарська)                      |      | Токарська                                                                  | Одеська + Токарська                 | Дверніцького + Задвірянська + Садівнича                          | -                                            | -                                                                             |
| Героїв Києва (до 2022 - Толстого)                            |      | Толстого                                                                   | Кримська                            | Дашинського (1937) / Бічна Грюнвальдська                         | Сковороди                                    | Бічна Грюнвальдська                                                           |
| Торгова                                                      |      |                                                                            | -                                   | -                                                                | -                                            | -                                                                             |
| Трачів (1996)                                                |      | Спільна                                                                    | Немає інформації                    | Спільна (1920-ті)                                                | -                                            | -                                                                             |
| Трильовського Кирила (1995)                                  |      | Пролетарська                                                               | -                                   | -                                                                | -                                            | -                                                                             |
| Тринітарська (1993)                                          |      | Колгоспна                                                                  | Немає інформації                    | Тринітарська                                                     | Герцля                                       | Тринітарська                                                                  |
| Тролейбусна (1990)                                           |      | 60-річчя СРСР (1984) / Тролейбусна (поч. 1980-х)                           | -                                   | -                                                                | -                                            | -                                                                             |
| Труша Івана (1995)                                           |      | Качалова (1960)-ті / Коротка (1945)                                        | Темна                               | Божнича                                                          | Немає інформації                             | Божнича                                                                       |
| Угорницька                                                   |      | Угорницька                                                                 | Немає інформації                    | Угорницька дорога                                                | -                                            | -                                                                             |
| Капранова Дмитра (до 2024 - Угорська)                        |      | Угорська                                                                   | Немає інформації                    | Угорська (1937) / Бічна Холодна                                  | -                                            | -                                                                             |
| Ужгородська                                                  |      | Ужгородська                                                                | Немає інформації                    | Окружна                                                          | -                                            | -                                                                             |
| Українки Лесі                                                |      | Українки Лесі (1945)                                                       | Нестора                             | Потоцького + Мейзельса                                           | Ревери + Мейзельса                           | Потоцького 1895 + Мейзельса                                                   |
| Українська                                                   |      | Українська                                                                 | Немає інформації                    | Угодна                                                           | -                                            | -                                                                             |
| Рінь (Українських Декабристів 2024-1995) (Мик Рінь)          |      | Декабристів (1958)                                                         | -                                   | -                                                                | -                                            | -                                                                             |
| Української Дивізії (1996)                                   |      | -                                                                          | -                                   | -                                                                | -                                            | -                                                                             |
| Коцюбайла Дмитра (до 2023 - Урожайна)                        |      | Урожайна                                                                   | -                                   | -                                                                | -                                            | -                                                                             |
| Героїв Херсона (до 2022 - Ушинського)                        |      | Ушинського                                                                 | Низька                              | Фургальського-Вирви майора (1937)                                | -                                            | -                                                                             |
| Федьковича                                                   |      | Федьковича (1958)                                                          | -                                   | -                                                                | -                                            | -                                                                             |
| Фіґоля Михайла (1999)                                        |      | Долинська (1945)                                                           | Жовта                               | Жвірки (1937) / Фурманська (1920-ті)                             | -                                            | -                                                                             |
| Флотська                                                     |      | Флотська                                                                   | Немає інформації                    | Рибна                                                            | -                                            | -                                                                             |
| Фортечний пров.                                              |      | Фортечний                                                                  | Фортечна                            | Колінського                                                      | Колінського                                  | Колінського (поч. 1890-х) / Базару (1870-і)                                   |
| Франка Івана                                                 |      | І. Франка (1956) / Сталінської Конституції                                 | Д-ра Франка                         | Камінського                                                      | Могильницького                               | Камінського (1884) / Вузька (Нижча) Заболотівська                             |
| Франка Івана пл. (1995)                                      |      | -                                                                          | -                                   | -                                                                | -                                            | -                                                                             |
| Харківська                                                   |      | Харківська (1958)                                                          | -                                   | -                                                                | -                                            | -                                                                             |
| Хіміків                                                      |      | Хіміків (1980-ті)                                                          | -                                   | -                                                                | -                                            | -                                                                             |
| Хмельницького Богдана                                        |      | Б. Хмельницького (1954)                                                    | Новий Світ                          | Новий Світ + Новосвітська                                        | Новий Світ                                   | Новий Світ (1910-ті)                                                          |
| Хомишина Григорія єпископа (2012) / Проектна-1-Гімназійна    |      | -                                                                          | -                                   | -                                                                | -                                            | -                                                                             |
| Хотинська                                                    |      | Хотинська                                                                  | Немає інформації                    | Хотинська                                                        | -                                            | -                                                                             |
| Хоткевича Гната (1993)                                       |      | Братів Майданських (1958) / Двірська                                       | Крайня                              | Двірська (1931) / Мокра (1930)                                   | -                                            | -                                                                             |
| Хриплинська                                                  |      | Хриплинська                                                                | Немає інформації                    | Хриплинська                                                      | Немає інформації                             | Хриплинська (1904)                                                            |
| Цвєк Дарії (2010) / Блакитна (1995)                          |      | Голуба (1963) / пров. Голубий                                              | Немає інформації                    | Големб’я                                                         | б/н                                          |                                                                               |
| Целевича Юліана (1993)                                       |      | Бойчука (1958)                                                             | -                                   | -                                                                | -                                            | -                                                                             |
| Церковна (1993)                                              |      | Євчука (1945)                                                              | Немає інформації                    | Церковна                                                         | Немає інформації                             | Церковна                                                                      |
| Циганкова Дмитра (2008)                                      |      | Пугачова                                                                   | Гарна                               | Лімановського Болеслава сенатора (1937)                          | -                                            | -                                                                             |
| Ципки (Мик Рінь)                                             |      | Ципки (1958)                                                               | -                                   | -                                                                | -                                            | -                                                                             |
| Федика Івана (до 2022 - Ціолковського)                       |      | Ціолковського (1958)                                                       | -                                   | -                                                                | -                                            | -                                                                             |
| Цьоклера Теодора (2007)                                      |      | Розумовського (1945)                                                       | Д-ра Цеклера                        | Цеклера (1925)                                                   | Немає інформації                             | Поперечно-Цвинтарна (1900-ті)                                                 |
| Сліпака Василя (до 2022 - Чайковського)                      |      | Чайковського (1945)                                                        | Немає інформації                    | Св. Миколая (1925)                                               | Немає інформації                             | Котовська (1900)                                                              |
| Волонтерська (до 2022 - Челюскінців)                         |      | Челюскінців (1965)                                                         | -                                   | -                                                                | -                                            | -                                                                             |
| Назарука Осипа (до 2022 - Червоний пров.)                    |      | Червоний пров.                                                             | Немає інформації                    | Св. Антонія                                                      | -                                            | -                                                                             |
| Черемшини                                                    |      | Черемшини (1954) / пров. Тісний (1945)                                     | Немає інформації                    | Св. Яна                                                          | -                                            | -                                                                             |
| Героїв Харкова (до 2022 - Чехова)                            |      | Чехова                                                                     | Драгоманова                         | Барська                                                          | -                                            | -                                                                             |
| Чиста (1990)                                                 |      | Рудзінського                                                               | Немає інформації                    | Чиста                                                            | -                                            | -                                                                             |
| Чорновола (1999)                                             |      | Пушкіна                                                                    | Германа Герінга                     | Голуховського + алея Мосціцького (1936)                          | Хмельницького                                | Голуховського (1884) / Середня                                                |
| Чорноти курінного (1996)                                     |      | Панишева (1945)                                                            | П. Мирного + Стефаника              | Бема + Поля                                                      | Виговського + Поля                           | Бема (1900) + Поля                                                            |
| Чубинського Павла (1993)                                     |      | Нахімова (1960)                                                            | -                                   | -                                                                | -                                            | -                                                                             |
| Шашкевича (1999)                                             |      | Комарова (1967) / Піонерська (1945)                                        | Бетховена                           | св. Йосифа                                                       | Св. Йосифа                                   | Св. Йосифа                                                                    |
| Шевченка                                                     |      | Шевченка (1961) / Сталіна (1953) / Червоноармійська (1945)                 | Броніслава Перацького (1934)/Липова | Перацького (1934) / Липова + алея Уланів Креховецьких            | Липова                                       | Липова                                                                        |
| Шептицького мдн. (1990)                                      |      | Урицького мдн. (1945)                                                      | Шептицького пл.                     | Падеревського пл.                                                | Володимира пл.                               | Франца пл.                                                                    |
| Степанів Олени (до 2023 - Шеремети)                          |      | Шеремети (1958)                                                            | Немає інформації                    | Трибунальська                                                    | Трибунальська                                | Трибунальська / Кримінальна                                                   |
| Шкільна                                                      |      | Шкільна                                                                    | Немає інформації                    | Шкільна                                                          | -                                            | -                                                                             |
| Шопена                                                       |      | Шопена                                                                     | Немає інформації                    | Шопена                                                           | Шопена                                       | Шопена (1900)                                                                 |
| Шпитальна (1993)                                             |      | Лещинця                                                                    | Немає інформації                    | Красовського                                                     | Шпитальна                                    | Шпитальна                                                                     |
| Шухевичів (1993)                                             |      | Чернишевського (1945)                                                      |                                     | Конопніцької (1925)                                              | Верта                                        | Верта                                                                         |
| Юності (Мик)                                                 |      | Юності (1970-ті)                                                           | -                                   | -                                                                | -                                            | -                                                                             |
| Яновича Володимира (1995)                                    |      | Симакова (1960)-ті / Кам’яна                                               | Немає інформації                    | Смагловського (1920-ті)                                          | -                                            | -                                                                             |
| Яремчука Назарія (2001)                                      |      | Разіна                                                                     | Міщанська                           | Зигмунтовська                                                    | -                                            | -                                                                             |
| Яросевича Романа (1993) (Мик- Рінь)                          |      | Баумана (1958)                                                             | -                                   | -                                                                | -                                            | -                                                                             |
| Ясінських (1993)                                             |      | Шаумяна (1957) / Західна (1945)                                            | Немає інформації                    | Босацька                                                         | Немає інформації                             | Босацька (1900-ті)                                                            |
| Ясна                                                         |      | Ясна                                                                       | Немає інформації                    | Ясна                                                             | -                                            | -                                                                             |

## Зниклі вулиці[1]
| Сучасне розташування                                                        | СРСР             | Рейх             | Польща                        | ЗУНР             | Австрія        |
| --------------------------------------------------------------------------- | ---------------- | ---------------- | ----------------------------- | ---------------- | -------------- |
| Вулиця одразу за мостом ліворуч Тисменецької, забудована                    | Немає інформації | Немає інформації | Банкова                       | -                | -              |
| Вулиця, паралельна Набережній Стефаника і Пулюя                             | Немає інформації | Немає інформації | Баревича                      | -                | -              |
| Провулок між Галицькою та майд. Шептицького (гот. Атріум)                   | Немає інформації | Немає інформації | св. Вікентія (Вінцента)       | Немає інформації | св. Вікентія   |
| Тупик біля ресторану Легенда                                                | Немає інформації | Немає інформації | Вузька                        | Немає інформації | Вузька         |
| Провулок між Короля Данила і Лемківською                                    | Окраїнна         | Багонна          | Голувка (1937)                | -                | -              |
| Вуличка вздовж західного муру палацу Потоцьких                              | Немає інформації | Немає інформації | Замкова                       | Замкова          | Замкова        |
| Стежка крізь військове містечко від КПП на Національної Гвардії до Сорохтея | Немає інформації | Малинова         | генерала Орліч-Дрешера (1937) | -                | -              |
| Вуличка, забудована годинниковою майстернею на Міцкевича                    | Немає інформації | Немає інформації | Коротка                       | Коротка          | Коротка        |
| Провулок між Кисілевської та Надвірнянською                                 | Немає інформації | Немає інформації | Над Рудкою                    | -                | -              |
| Вуличка на початку вулиці Хриплинської, біля автозаправки                   | Немає інформації | Немає інформації | Неповна                       | -                | -              |
| Забудована вуличка, паралельна Толстого і Вовчинецькій                      | Немає інформації | Немає інформації | св. Ольги                     | -                | -              |
| Частина скверу за головним корпусом медуніверситету                         | Немає інформації | Немає інформації | пл. Потоцького                | Немає інформації | пл. Потоцького |
| Дорога вздовж стадіону «Рух» від вул. Чорновола до Гетьм. Мазепи            | -                | -                | Ревери (1937)                 | -                | -              |
| Тупик за домом старців та калік на Галицькій                                | -                | Роберта Коха     | св. Станіслава                | св. Станіслава   | св. Станіслава |
| Провулок, перпендикулярна Кривоноса і Левицького                            | -                | -                | Тісна                         | -                | -              |
| Забудована ділянка на місті корпусу ФАЕ Університету нафти і газу           | -                | -                | пл. Торговиця                 | -                | -              |
| Провулок між Галицькою, 39—41 та майд. Шептицького                          | -                | -                | Фарська                       | Немає інформації | Фарська        |

## Історія створення вулиць[3][4][5]
Теперішнє місто бере свій початок від Станиславської фортеці. Спочатку, в центральній укріпленій частині міста утворилася площа навколо ратуші, від якої були проходи до Галицької і Тисменецької фортечних брам. Своєю чергою, на передмістя вели під'їзні торговельні шляхи з інших населених пунктів краю, які тут поступово забудовувалися і ставали вулицями Галицькою, Заболотівською, Тисменецькою, Лисецькою (1786). Ще коли існувала фортеця, у XVIII ст. звідси були виходи на прогулянку по розчищеній алеї до так званої «звіринецької діброви» (сьогодні міський парк ім. Т. Шевченка), що є залишком Чорного лісу. Потім ця алея була обсаджена липами і в XIX ст. стала називатися Липовою вулицею. Паралельно з південного боку фортеці з'явилась ще одна вулиця, яка вела до с. Опришівці, яка дістала назву Каліцької (пізніше офіційні назви Зосина воля, Дадугіна (з 1994 р.), Є. Коновальця (з 1993 р.)). Тут у минулому і до Першої світової війни буквально в саморобних будках проживали каліки і жебраки. В архівних документах за 1798 р. повідомляється вперше про цісарську дорогу, яка вела від Станіслава до Лисця (теперішня вул. Мазепи).
Навколо фортеці, в передмістях було збудовано не один десяток фільварків, цегелень, тартаків (лісопильні), млинів. В пам'яті народу, а пізніше і на топонімічній карті міста з'явилися вулиці Двірська (колишня Братів Майданських, сьогодні Г.Хоткевича), Млинарська, Тартакова (Ю.Фучика), Петлюри (Льотчиків).
На початку XIX ст. Станіславська фортеця втратила своє військове значення, фактично ніким не доглядалася і поступово до 1816—1820 рр. була розібрана місцевими жителями. Камінням взятим із розібраного фортечного муру та веж, було встелено 24 вулиці в центрі міста. По засипаних канавах, вздовж колишнього фортечного муру, були прокладені теперішні вулиці Січових Стрільців, Дністровська, Василіянок. Але збереглися історичні мікротопонімні назви вулиць Валова, Замкова, провулок Фортечний.
У другій половині XIX ст. продовжується австрійське панування, але промисловий розвиток міста вже як окружного центру Галичини, особливо після прокладання з 1866 р. залізниці зі Львова, сприяв розширенню мережі вулиць, зокрема на північ і захід від центру.
1 січня 1925 р. до Станіслава були приєднані приміські села Княгинин і Софіївка. Магістрат міста назвав в 1910 р. вулицю, яка з'єднувала вокзал з центром, Грюнвальдською — на честь 500-річчя Грюнвальдської битви.
Інтенсивніше найменування вулиць у першій половині XX ст, зокрема, у міжвоєнний період, спостерігається з 1921 р., коли Станіслав в період окупації Галичини поміщицькою Польщею став воєводським (обласним) центром. Тепер вони носили ім'я героїв недавніх війн та визначних політиків — Галлєра, пізніше Пілсудського (Вічевий майдан), генерала Желіговського (вул. Бандери), Падеревського (майдан Шептицького), Пєрацького (Шевченка), полковника Мостицького (Низова).
В 30-х роках вже були опубліковані перші карти-схеми вулиць міста, де позначені (в основному польські) майже 150 назв.
В 1939 р., після возз'єднання західноукраїнських земель УРСР, 27 листопада місто стає обласним центром Станіславської області. Почався процес перейменування вулиць на честь українських діячів, але через війну він не був завершений.

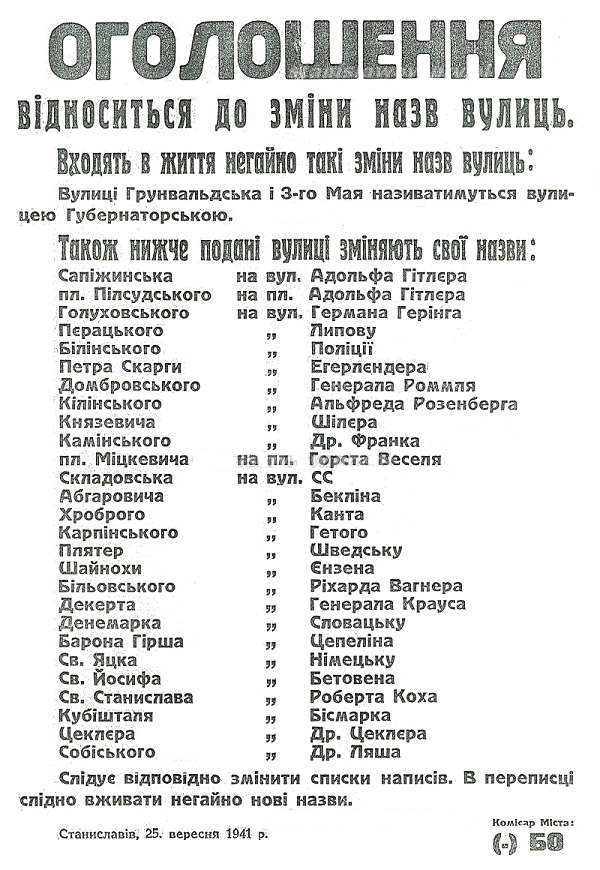
Перейменування вулиць міста Станісловова під час Другої Світової Війни

Під час німецької окупації було перейменовано кілька центральних вулиць: Грюндвальську на Губернаторську, Сапіжинського — на Гітлер-штрассе (після війни — Радянська, сьогодні — Незалежності), Голуховського — на Герінг-штрассе (після війни вул. Пушкіна, сьогодні Чорновола) і т. д.
У післявоєнний період місцева радянська влада польські і німецькі назви вулиць скасувала, але поступово поряд з українськими почали інтенсивно під натиском комуністичної ідеології насаджуватися російські й радянські назви вулиць. Світова практика засвідчує, що найменування і перейменування — об'єктивний історичний процес, який має певні закономірності, що вивчає топономіка. Тому кожний інститут влади має враховувати, що топонім і мікротопонім (у назвах вулиць) — категорія мононаціональна, історична і географічна. Нарешті в цивілізованому світі топоніми також вважаються культурними надбаннями, тому оберігаються як історичні пам'ятки.
Нарешті, вже у період незалежності України, застосовується вищенаведена топонімічна модель, яка має давні українські джерела.
Сьогодні в м. Івано-Франківську з приміськими селами нараховується близько 500 вулиць, в тому числі третина провулків, 8 площ, 1 бульвар і 1 набережна. Про їх сумарну протяжність в кілометрах важко сказати, бо ніхто не підраховував, але відомо що найдовшою (понад 5 км) є вулиця Є. Коновальця.
Найвужчою в місті є вул. Тринітарська, яка свого часу була розрахована на проїзд брички, і то в одну сторону. Кількість вулиць в післявоєнні роки значно зросла за рахунок розширення і розбудови міста як на незайнятих площах, так і за рахунок приєднання приміських сіл, зокрема в 1958 р. — с. Пасічна, в (1962) р. — с. Опришівці, а в 1980-х роках сіл Крихівці, Хриплин, Угорники, Вовчинець, за рахунок яких додалося понад 100 вулиць.
За підрахунками історика-краєзнавця П. Арсенича, у 1994 р. 115 вулиць Івано-Франківська носила назви російських, 75 — українських і 15 західноєвропейських діячів. Тепер ця інформація застаріла.
Понад 50 вулиць були названі іменами учасників Другої світової війни, а 30 — російського революційного руху та громадянської війни, партійно-радянських діячів, які не мали жодного відношення як до історії міста, так і краю.
Тому міськвиконком спільно з депутатською комісією із залученням громадськості прийняли декілька рішень про перейменування вулиць. Таким чином, уже станом на 1996 р. були замінені 84 старі назви.
У період 2021-2023 р. було перейменовано більше 38 назв вулиць більшість перейменувань зумовлені тим, що старі назви вулиць мали радянське та російське походження, що було недопустимо після початку повномасштабного вторгнення росії в Україну.    